# آرتور ویگینز

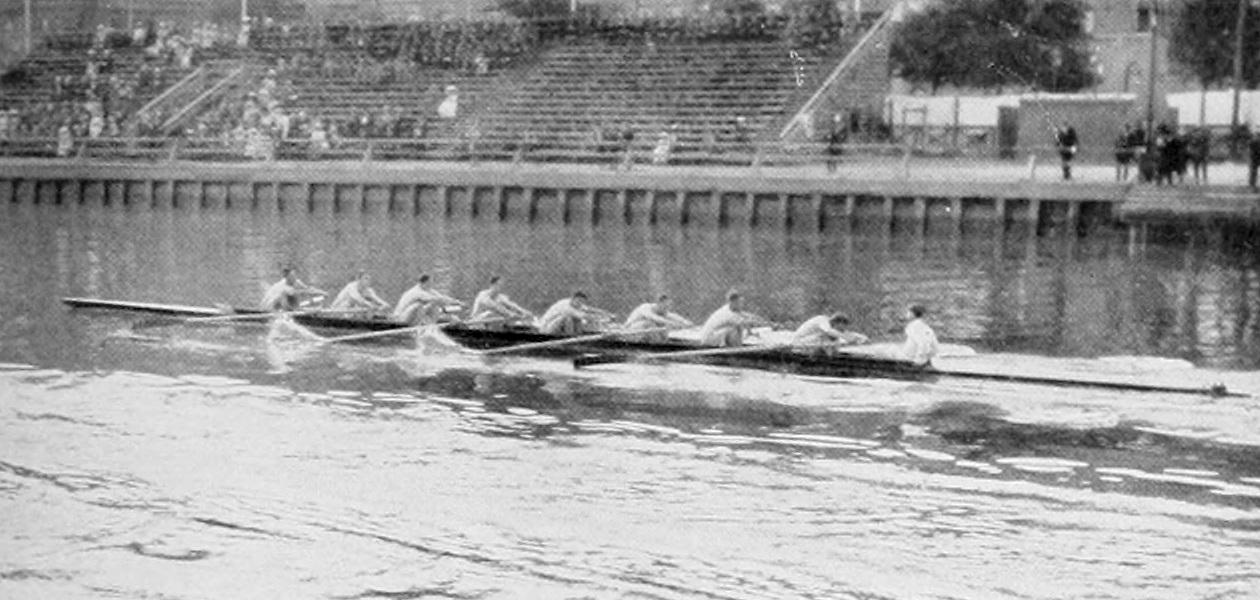
آرتور ویگینز

آرتور ویگینز (انگلیسی: Arthur Wiggins; ۴ دسامبر ۱۸۹۱ – ۲۳ ژوئیهٔ ۱۹۶۱) قایقران روئینگ اهل بریتانیا بود.